# 니셰미

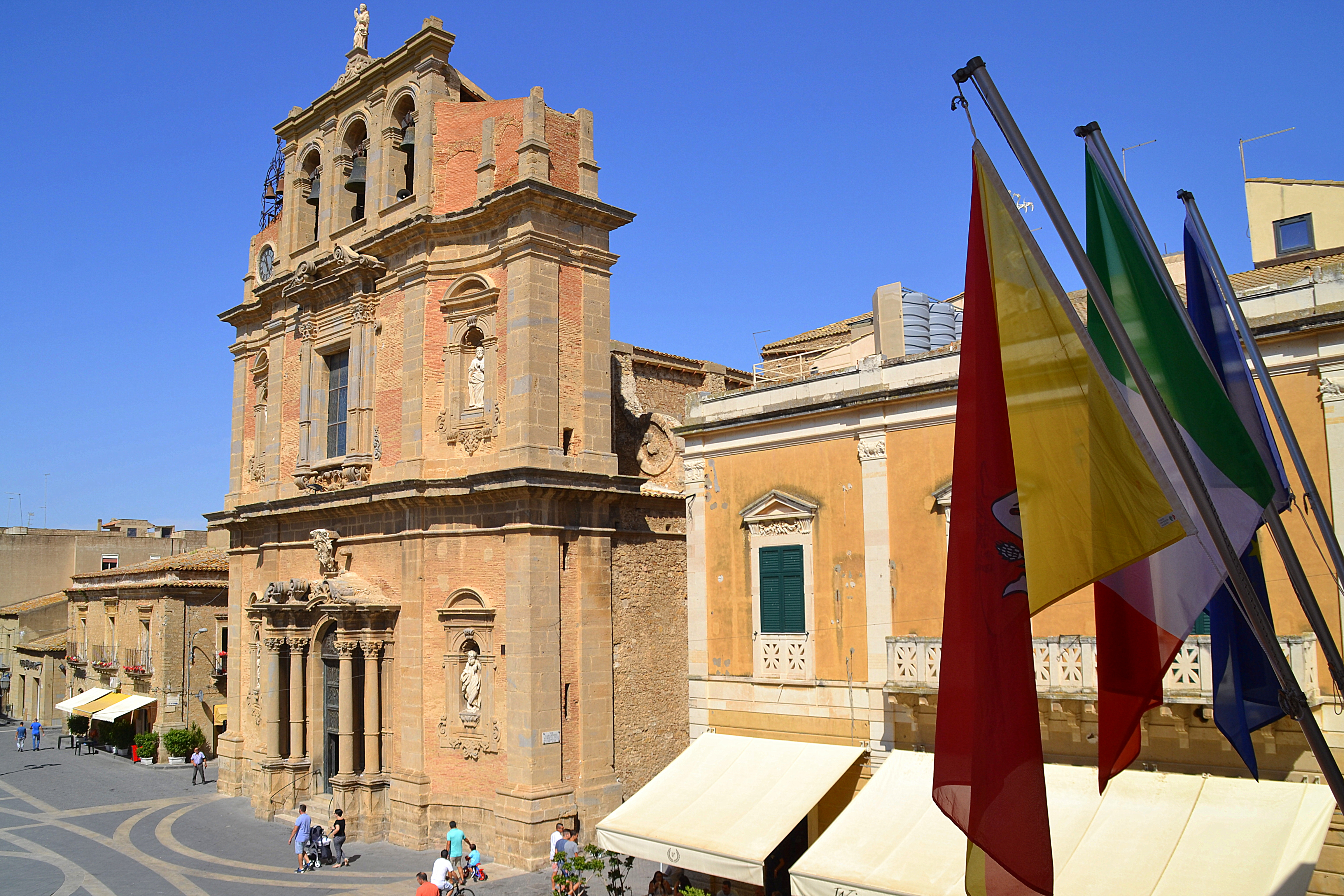

니셰미(Niscemi)는 이탈리아 시칠리아 칼타니세타도의 작은 마을이자 코무네이다. 인구는 27,558명이다. 젤라와 칼타지로네에서 멀지 않고 카타니아에서 90km 떨어져 있다.

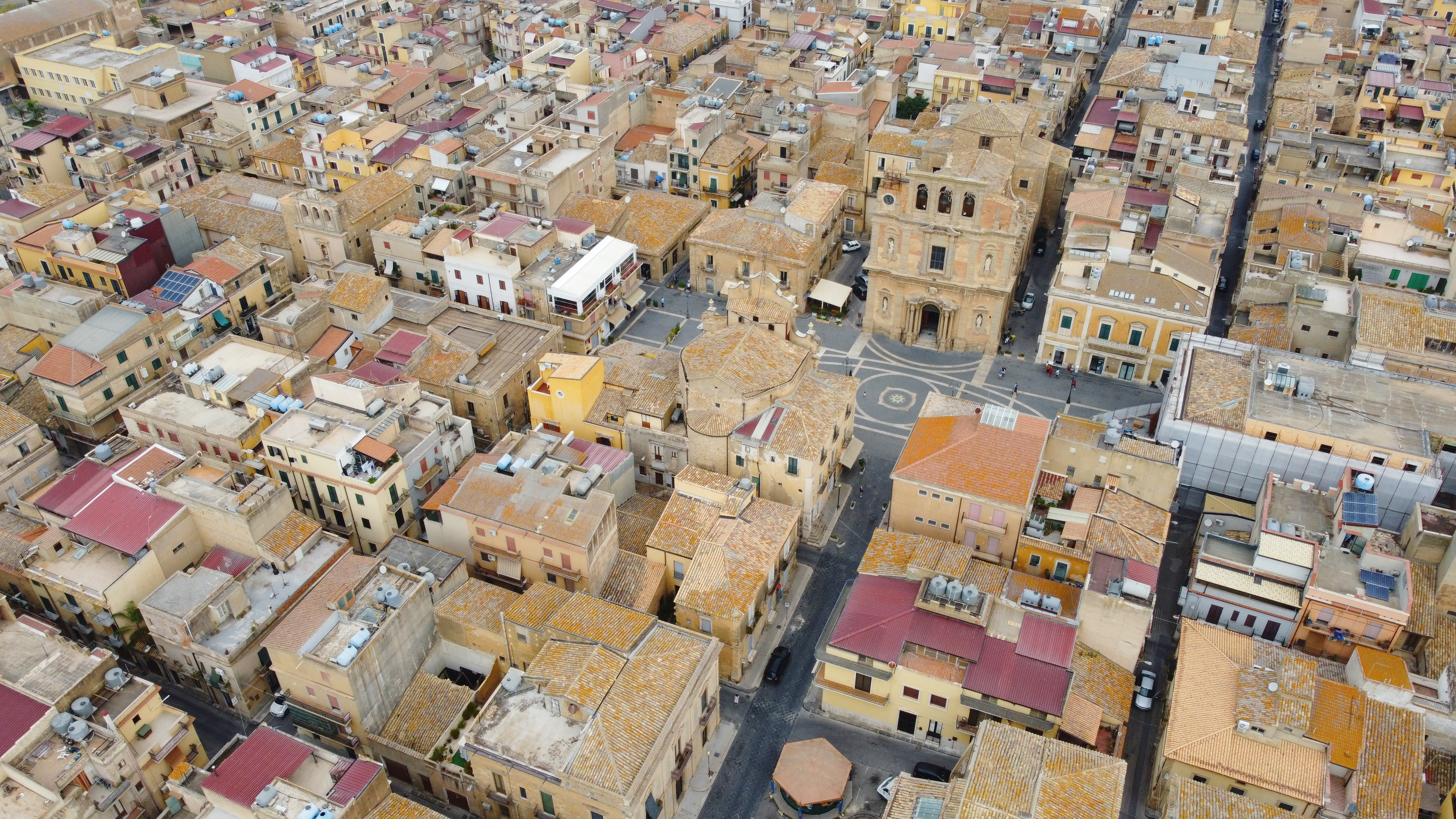

## 어원
니셰미라는 이름은 특정 유형의 나무 이름을 나타내는 아랍어 단어 나샴(نَشَم) 또는 그 단수형 나샤마(نَشَمَة)에서 유래했다.

## 주요 볼거리
- 산타 마리아 디트리아: 마을의 주 성당

## 인구 통계
| 연도 | 인구   | ±%     |
| ---- | ------ | ------ |
| 1861 | 9,138  | —      |
| 1871 | 10,666 | +16.7% |
| 1881 | 12,110 | +13.5% |
| 1901 | 14,748 | +21.8% |
| 1911 | 15,315 | +3.8%  |
| 1921 | 17,230 | +12.5% |
| 1931 | 19,270 | +11.8% |
| 1936 | 20,281 | +5.2%  |

| 연도 | 인구   | ±%     |
| ---- | ------ | ------ |
| 1951 | 23,928 | +18.0% |
| 1961 | 24,860 | +3.9%  |
| 1971 | 24,053 | −3.2%  |
| 1981 | 26,089 | +8.5%  |
| 1991 | 26,998 | +3.5%  |
| 2001 | 27,641 | +2.4%  |
| 2011 | 27,975 | +1.2%  |
| 2021 | 25,179 | −10.0% |

## 제2차 세계 대전
제2차 세계 대전 중 니셰미에는 이탈리아 전역 동안 미국 제12공군이 사용했던 폰테 올리보 비행장이 있었다. 전쟁 후 이 지역은 재개발되어 전시 비행장의 흔적은 남아있지 않다.

## 미국 군사 시설

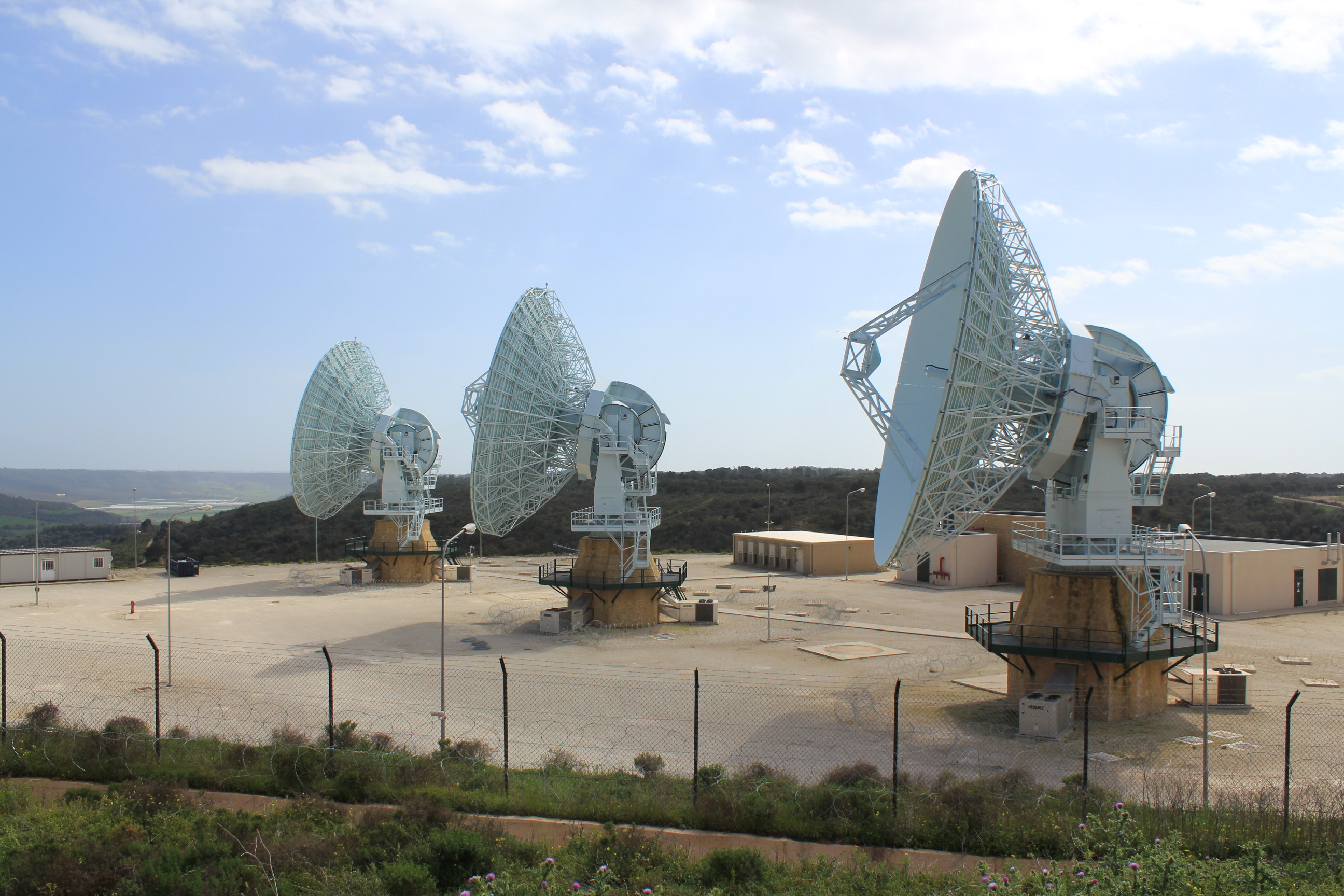
니셰미 해군 무선 송신 시설 (NRTF)의 미국 해군 이동 사용자 목표 시스템 (MUOS) 지구 터미널 안테나

오늘날에는 해군 통신을 위한 군용 무선 기지인 미군 Naval Radio Transmitter Facility (NRTF) Niscemi가 있다. 가장 높은 안테나는 높이 252 미터 (827 ft)의 지지형 마스트로, 북위 37도 7분 32초, 동경 14도 26분 11초에 위치한다.
미국 해군 시설은 현지 활동가 단체의 지속적인 시위의 초점이며, 이들은 건강(전자기 방사선 위험), 환경 파괴, 중동에서의 무장 드론 사용(이 기지에서 유도되는 것으로 추정)에 반대하며 철수를 요구한다. 이 기지에서 무장 드론이 운용된다는 주장은 새로 설치된 MUOS(Mobile User Objective System)가 기존 통신 장비의 업그레이드를 위한 것이며 무인 항공 드론과의 통신을 위한 것이 아니므로 결코 확인되지 않았다. 니셰미 주민들은 베를루스코니 정부가 미국에 이 위치의 사용을 허가하기 전에 자신들과 상의하지 않았다고 말한다.